# Cinesicilia
Cinesicilia Srl è stata la società in house della Regione Siciliana, che finanzia e/o coproduce film girati in Sicilia, con fondi statali dell'APQ "Sensi Contemporanei". Denominata dal 2011 Sicilia Turismo e Cinema Spa, è stata posta il liquidazione nel 2013 e le competenze trasferite alla Sicilia film commission.

## Storia

### Nascita
Nasce nel 2007 grazie alla legge regionale n.15/2007 approvata dall'Assemblea Regionale Siciliana per operare "nel settore della promozione, valorizzazione e realizzazione dell'attività cinematografica, audiovisiva e dello spettacolo dal vivo in Sicilia, ivi compresa la partecipazione alla produzione di audiovisivi destinati alla distribuzione cinematografica e televisiva".

### Produzioni

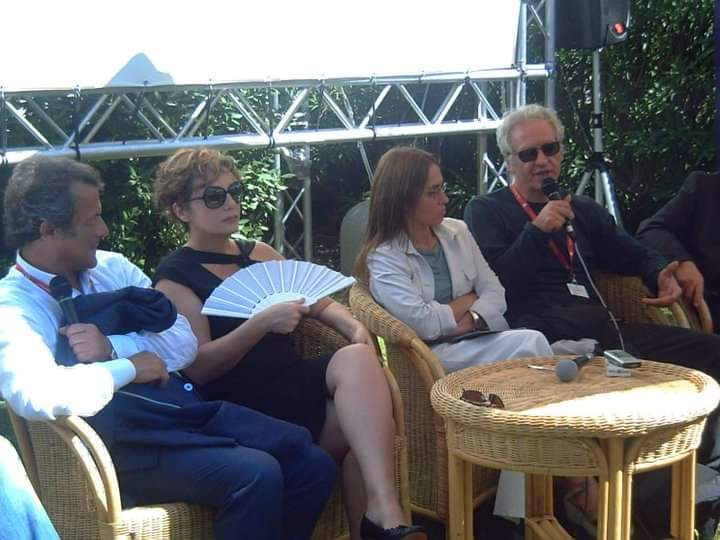
L'allora assessore al turismo e spettacolo della Regione Sicilia Nino Strano, con i registi Roberta Torre, Giovanna Taviani e Pasquale Scimeca al 67º Festival del cinema di Venezia

Tra i film finanziati: La bella società, La siciliana ribelle, L'imbroglio nel lenzuolo, Viola di mare, Baarìa, I baci mai dati, Fughe e approdi.
Dal 2010, per volere dell'assessore al Turismo e Spettacolo Nino Strano, la società interviene non più a sostegno dei film girati nell'isola, ma come coproduttori dei film finanziati. Il primo caso è quello di Malavoglia del regista Pasquale Scimeca presentato alla 67ª Mostra internazionale d'arte cinematografica di Venezia.
Nel 2011 coproduce Terraferma di Emanuele Crialese, presentato al 68º festival del Cinema di Venezia e La scomparsa di Patò.
È sottoposta al controllo dell'Assessorato Turismo e Spettacolo della Regione Siciliana, da cui dipende anche la Sicilia Film Commission.
Nel 2011 diviene una spa pubblica e denominata Sicilia Turismo e Cinema.

### Sicilia film commission
Nel 2013 questa società è stata posta il liquidazione e le competenze trasferite alla Sicilia Film Commission dell'assessorato al turismo e spettacolo della Regione.
Nel 2015 tre film di registi siciliani sostenuti nel 2014 dalla Sicilia film commission vengono selezionati dalla 72ª Mostra internazionale d'arte cinematografica di Venezia: A Bigger Splash di Luca Guadagnino, L'attesa di Piero Messina e Gli uomini di questa città io non li conosco di Franco Maresco.
Nel 2017 sono stati presentati alla 74ª Mostra internazionale d'arte cinematografica di Venezia tre film finanziati dalla Sicilia Film Commission: L'ordine delle cose di Andrea Segre, Happy Winter di Giovanni Totaro e Hui He, un soprano dalla via della seta di Andrea Prandstraller e Niccolò Bruna.
La Sicilia film commission cura anche una Production Guide della Sicilia.

## Presidenti Cinesicilia
- Sergio Gelardi (2007-2009)
- Davide Rampello (2009-2010)
- Nino Strano (f.f.) (2010-2011)
- Francesco Nicosia (amm. unico) (2011)
- Massimiliano Simoni (2011-2013)
- Giancarlo Maria Costa (comm. liquidatore) (2013-2014)

## Direttori Sicilia film commission
- Alessandro Rais (2007-2009)
- Pietro Di Miceli (2009-2015)
- Alessandro Rais (febbraio 2015-2020)
- Nicola Tarantino (2020- presente)